# Hemicrambe fruticosa
Hemicrambe fruticosa là một loài thực vật có hoa trong họ Cải. Loài này được (C.C. Towns.) Gomez-Campo mô tả khoa học đầu tiên năm 1978.